# NRS 1-8
De serie NRS 1-8 was een serie breedspoorstoomlocomotieven van de Rijn Spoorweg (RS) en Nederlandsche Rhijnspoorweg-Maatschappij (NRS).
Voor de exploitatie van de spoorlijn tussen Amsterdam en Arnhem bestelde de Rijn Spoorweg (RS) een achttal locomotieven van het type Patentee, waarvan de eerste zes door Sharp, Roberts and Company te Manchester werden gebouwd en de laatste twee door respectievelijk Paul van Vlissingen & Dudok van Heel en Dixon & Co, beide te Amsterdam. De eerste vier locomotieven werden geleverd in 1840 gevolgd door de volgende twee in 1841. Omdat de aanleg van de spoorlijn nog niet was voltooid stelde de regering de locomotieven ter beschikking van de Nederlandse fabrieken, zodat deze de locomotieven konden nabouwen. In 1843 werden de twee in Amsterdam nagebouwde locomotieven gereed. In datzelfde jaar was ook de aanleg van het spoor tussen Amsterdam en Utrecht gereed en kon de RS met de exploitatie aanvangen. In 1845 werd de spoorlijn naar Arnhem doorgetrokken. Nadat de RS in 1845 in geldnood kwam werd het traject en het materieel overgedaan aan de op 18 juli 1845 opgerichte Nederlandsche Rhijnspoorweg-Maatschappij (NRS).
Nadat het genoemde traject in de periode 1854-1855 was omgebouwd van breedspoor tot normaalspoor, werden de locomotieven buiten dienst gesteld en verkocht aan de handelaar B.J. Nijkerk in Amsterdam. 
De Hollandsche IJzeren Spoorweg-Maatschappij (HSM), waarvan de spoorlijn tussen Amsterdam en Rotterdam nog in breedspoor was uitgevoerd, zag toen wel wat in overname van de bij de NRS buiten dienst gestelde locomotieven ter vervanging van oudere eigen locomotieven. Met de handelaar B.J. Nijkerk handelaar kwam de HIJSM overeen om twaalf locomotieven te ruilen met bijbetaling van 2000 gulden per locomotief.
In 1856 werden de HSM Snelheid en Hoop geruild tegen de jongere ex-NRS-locomotieven 4 Pegasus en 5 Hercules. De Pegasus werd direct afgekeurd en teruggeleverd aan de aannemer. De Hercules heeft bij de HIJSM dienstgedaan totdat deze op 10 augustus 1856 bij een spoorwegongeval bij Schiedam ernstig beschadigd raakte, waarna ook deze aan de aannemer werd teruggeleverd.
Alle genoemde locomotieven zijn nadien gesloopt.
| Fabrikant                            | Fabrieksnummer | Naam      | NRS nummer | Bouwjaar | In dienst RS / NRS | Uit dienst NRS | In dienst HSM | Uit dienst HSM | Bijzonderheden                                     |
| ------------------------------------ | -------------- | --------- | ---------- | -------- | ------------------ | -------------- | ------------- | -------------- | -------------------------------------------------- |
| Sharp, Roberts and Company           | 86             | Jupiter   | 1          | 1840     | 1843               | 1855           |               |                |                                                    |
| Sharp, Roberts and Company           | 87             | Eolus     | 2          | 1840     | 1843               | 1855           |               |                |                                                    |
| Sharp, Roberts and Company           | 103            | Medusa    | 3          | 1840     | 1843               | 1855           |               |                |                                                    |
| Sharp, Roberts and Company           | 106            | Pegasus   | 4          | 1840     | 1843               | 1855           | -             | -              | Geruild tegen HSM Snelheid, maar direct afgekeurd. |
| Sharp, Roberts and Company           | 125            | Hercules  | 5          | 1841     | 1843               | 1855           | 1856          | 1856           | Geruild tegen HSM Hoop, afgevoerd na ongeval.      |
| Sharp, Roberts and Company           | 127            | Mercurius | 6          | 1841     | 1843               | 1855           |               |                |                                                    |
| Paul van Vlissingen & Dudok van Heel | 1              | Vuurpijl  | 7          | 1843     | 1843               | 1855           |               |                |                                                    |
| Dixon & Co                           | 1              | Draak     | 8          | 1843     | 1843               | 1855           |               |                |                                                    |